# Luciano Lombardi d'Aquino
Luciano Lombardi d'Aquino (Napoli, 14 marzo 1939) è un giornalista italiano.

## Biografia
Luciano Lombardi d'Aquino è figlio di donna Maria Luisa d'Aquino, poetessa, scrittrice, giornalista, e del Tenente Colonnello dei Bersaglieri Umberto Lombardi, trucidato dai nazisti dopo l'8 settembre 1943.
La famiglia d'Aquino è una delle “Serenissime 7 Grandi Case" del Regno di Napoli, che annovera tra i suoi componenti san Tommaso d'Aquino, Tommaso Viceré di Napoli, Aimone Viceré di Sicilia e Ladislao d'Aquino (che fu eletto Papa, ma morì in Conclave). Degno di nota anche il bisnonno materno di Luciano, Don Luigi d'Aquino, Capitano dell'Esercito delle Due Sicilie, Medaglia d'Oro sul campo per l'assedio di Messina del 1848.
Dopo aver frequentato la Scuola Militare Nunziatella di Napoli ed essersi laureato in Giurisprudenza, Luciano Lombardi d'Aquino ha svolto la propria carriera di giornalista in Rai, dove ha ricoperto tra l'altro i ruoli di Vice direttore del GR1 (direttore Sergio Zavoli), e di vice direttore del TG1 (direttore Demetrio Volcic).
La sua attività di giornalista è stata soprattutto legata alla fondazione (insieme a Biagio Agnes) del primo programma di medicina della televisione italiana, Check-up , del quale ha condotto 400 puntate della durata di un'ora dal 1977 al 1987.
Abbandonata la conduzione di Check-up, ha successivamente svolto il ruolo di direttore del GR1 Scienze fino al 1994.
Dopo aver lasciato la Rai, ha ricoperto il ruolo di direttore dell'agenzia "AdnKronos Salute" per tre anni, ricoprendo per cinque anni la carica di Segretario Nazionale dell'Associazione Stampa Medica Italiana (ASMI).
Docente di Scienza della Comunicazione e Divulgazione scientifica presso le
Università di Roma Tor Vergata, Pisa, alla scuola superiore di giornalismo “Suor Orsola Benincasa” di Napoli, nel 2007 è stato insignito del premio alla carriera "Milano Check Up".
Il Prof. Dott. Luciano Lombardi d'Aquino ha anche svolto una lunga attività di giornalista diplomatico e quirinalista. Ha cominciato l'attività giornalistica presso Il Mattino di Napoli con Gino Palombo scrivendo contestualmente per la rivista statunitense Time-Life e frequentando la sede napoletana della Rai. 
Divenuto radiocronista nel 1962 ha seguito i maggiori avvenimenti di Napoli e del Mezzogiorno per oltre un decennio, collaborando in quegli anni anche con il gruppo di Francesco Campagna attraverso la rubrica televisiva "Nord chiama S ud - Sud chiama Nord" che Lombardi ha condotto per oltre cinque anni.
Nominato inviato speciale da Fabiano Fabiani ha poi seguito per il telegiornale diretto da Willy de Luca la Rivolta di Reggio Calabria, gli eventi: la Corsica dei Fanghi Rossi, l'Alluvione in Calabria, l'Indipendenza di Malta, il Cile di Allende e il Colera di Napoli.
Redattore capo del giornale Radio Uno (GR1) con Sergio Zavoli ha coordinato, divenendone responsabile, le Radiocronache dirette del giornale e i "fili diretti" dei maggiori avvenimenti che hanno caratterizzato la vita italiana di quegli anni:dai funerali di Nenni, La Malfa e Berlinguer all'elezione dei Pontefici e dei Presidenti della Repubblica, al Caso Moro.
Vice direttore ed editorialista del GR1, nel 1978 Lombardi fu accreditato da Zavoli alla Presidenza della Repubblica in occasione dell'elezione di Sandro Pertini. Ha svolto l'attività di quirinalista per 16 anni fino al 1994 quando ritornò al Gr/1 con Demetrio Volcic con l'incarico di Vice Direttore, Responsabile della Redazione Società.
Nel 1996 venne nominato assistente del direttore generale della Rai, Raffaele Minicucci, per curare i rapporti tra Rai Tv e il ministero delle Comunicazioni e fu nominato consigliere per l'informazione del ministro delle PP.TT., Prof. Agostino Gambino, nel governo Dini.
Ha seguito le attività di tre capi di Stato: Pertini, Cossiga e Scalfaro, È stato insignito dal presidente della Repubblica Francesco Cossiga della onorificenza di Commendatore al merito della Repubblica.